# Инчхон (аэропорт)
Международный аэропорт Инчхон (кор. 인천 국제공항?, 仁川 國際空港? Инчхон кукчегонхан; ИАТА: ICN, ИКАО: RKSI) — международный аэропорт, расположен в городе-метрополии Инчхон, в семидесяти километрах от столицы Республики Корея города Сеула, крупнейший авиационный узел страны и один из крупнейших аэропортов мира по показателям объёма международных авиаперевозок и количества операций взлётов и посадок воздушных судов.
Открывшийся в начале 2001 года аэропорт взял на себя большинство международных рейсов Международного аэропорта Кимпхо, который в настоящее время обслуживает авиаперевозки на внутренних направлениях и чартерные рейсы в Токио (Ханеда), Шанхай (Хунцяо) и Осаку (Кансай). Международный аэропорт Инчхон является базовым аэропортом и главным хабом для национальных авиакомпаний Korean Air и Asiana Airlines.
Ежегодно с 2005 года инчхонский аэропорт признаётся лучшим в мире по версии Международного совета аэропортов и каждый год, наряду с международным аэропортом Гонконг и международным аэропортом Сингапура Чанги, получает высший рейтинг «Пять звёзд» по версии британской исследовательской компании Skytrax. В 2009 году аэропорт Инчхона занял лидирующее место в рейтинге Skytrax, впервые обойдя в нём все аэропорты мира.
По состоянию на начало 2007 года международный аэропорт Инчхон занял восьмое место среди самых загруженных аэропортов Азии по показателю общего объёма пассажирских перевозок, пятое место в мире по грузообороту и одиннадцатое место среди самых загруженных аэропортов мира по объёму международных пассажирских перевозок.
Здание аэропорта располагает эксклюзивной инфраструктурой удобств, включая площадки для гольфа, комнаты массажа, спальные комнаты, казино и зимние сады.
В 2020 году по результатам Skytrax World Airport Awards аэропорт занял четвёртую позицию в ТОП-10 аэропортов мира.

## Общая информация

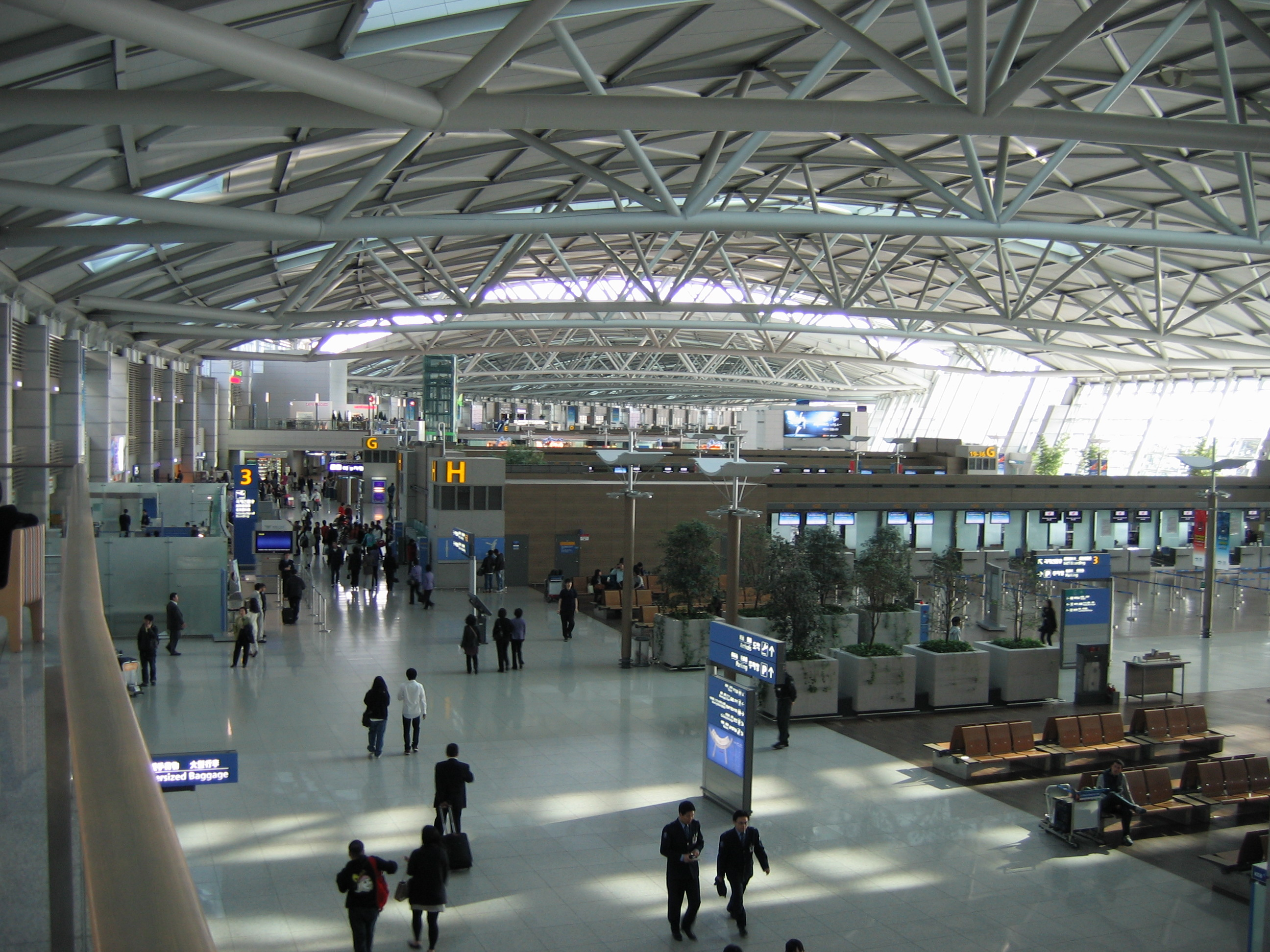
Интерьер аэропорта

Международный аэропорт Инчхон расположен к западу от города Инчхон, на западном побережье острова Йонджондо, образованного из четырёх в прошлом отдельных островов Йонджондо, Йонъюдо (용유도), Саммокто (삼목도), Синбульдо (신불도) и нескольких более мелких островков, морская площадь между которыми была засыпана в ходе строительства аэропорта.
Остров Ёнджон-Ёнгю соединён с материковой частью посредством большого моста Ёнджон-Бридж, являющегося частью скоростной автомагистрали 130 (Expressway 130) между городом и аэропортом. Магистраль соединяет Международный аэропорт Кимпхо, обеспечивая быстрый транзит между аэропортами пассажиров внутренних авиалиний на международные рейсы и обратно. Аэропорт Инчхона соединён с городом посредством паромной переправы, однако, основной пассажиропоток обеспечивается посредством частных автобусных перевозок со всех районов Южной Кореи и сервисом такси, который доступен круглосуточно на основной автомагистрали с Инчхоном и на нескольких резервных автотрассах, соединяющих аэропорт со столицей страны Сеулом.
23 марта 2007 года была открыта Железная дорога Международного аэропорт Инчхон (APEX), соединившая аэропорт с Международным аэропортом Кимпхо.
Аэропорт занял первое место в номинации «Лучшее обслуживание в своём классе» согласно ежегодно проводимой оценке Международного совета аэропортов и Международной ассоциации воздушного транспорта, и получил второе место в номинации «Лучший аэропорт мира», опередив международный аэропорт Сингапура Чанги, но пропустив вперёд себя международный аэропорт Гонконга. По версии Международного совета аэропортов Инчхон признан лучшим гражданским аэропортом мира.
Здание пассажирского терминала международного аэропорта Инчхон содержит 74 выхода на посадку (гейта), из которых 44 находятся в главной части терминала и остальные 30 — в Конкорсе A.

## История

Расположение Международного аэропорта Инчхон после работ по объединению двух крупных островов Ёнджондо и Ёнъюдо

После проведения в Сеуле Летних Олимпийских игр 1988 года объём международных авиаперевозок в Южной Корее начал расти, увеличиваясь из года в год большими темпами, пик роста при этом пришёлся на 90-е годы XX века. В связи с резким увеличением объёмов авиаперевозок стало очевидно, что действующий Международный аэропорт Кимпхо перестаёт справляться с возросшим трафиком, поэтому правительством Южной Кореи и властями Сеула было принято решение о строительстве нового современного аэропортового комплекса.
Возведение Международного аэропорта Инчхон началось в ноябре 1992 года на мелиорированных землях между островами Ёнджондо и Ёнъюдо. В общей сложности на строительство аэропорта ушло восемь лет и ещё шесть месяцев потребовалось для проведения всего комплекса проверок и тестирования инфраструктуры. Официально Международный аэропорт Инчхон был открыт для коммерческих операций в марте 2001 года.
В первые дни работы аэропортового комплекса обнаружилась масса проблем, значительная часть из которых была связана с системой обработки багажа. В первый месяц эксплуатации и доводки багажная система работала в полуавтоматическом режиме и пассажирам приходилось подолгу ждать свой багаж. Несмотря на все трудности большинство проблем было отлажено в течение месяца и работа аэропорта вошла в нормальный режим.
После событий 11 сентября 2001 года в Международном аэропорту Инчхон были проведены работы по существенному усилению уровня безопасности, а также обновлено специальное оборудование медицинской инспекции в связи с различными эпидемиями, возникающими в странах азиатского региона.
Благодаря положительным отзывам о работе аэропортового комплекса и переносу значительной части регулярных рейсов флагманских авиакомпаний Asiana Airlines и Korean Air в Международный аэропорт Инчхон трафик порта претерпел значительный рост, в результате которого стало очевидно, что аэропорт достигнет предела использования своих операционных мощностей уже к 2006-му году. В результате этого в феврале 2002 года были начаты работы по реализации второго этапа строительства аэропорта. Первоначально предполагалось, что второй этап будет завершён к концу декабря 2008 года, однако в связи с проведением в Пекине Летних Олимпийских игр 2008 темпы работ были ускорены и второй этап генерального плана строительства аэропорта был завершён в конце июля 2008 года.
15 ноября 2006 года в Международном аэропорту Инчхон произвёл посадку самый большой в мире пассажирский лайнер Airbus A380. Во время нахождения самолёта службами аэропорта были проверены все участки инфраструктуры на предмет готовности к обслуживанию лайнеров типа A380. Самолёт был припаркован к одному из гейтов, специально предназначенных для обработки пассажирского потока двухэтажных лайнеров. Результаты проведённых тестов всех аэропортовых подразделений были признаны удовлетворительными и порт был сертифицирован для приёма самолётов Airbus A380 с 1 декабря 2006 года.
В рамках дальнейших работ по модернизации аэропортового комплекса 10 января 2008 года руководство Международного аэропорта Инчхон и компания Hanjin Corporation — головной холдинг национального авиаперевозчика Korean Air, подписали совместное соглашение о строительстве вблизи аэропорта девятиэтажной больницы, предназначенной для предоставления широкого комплекса медицинских услуг жителям близлежащих районов и иностранным гражданам. После завершения строительства в 2011 году больница будет обслуживать до 30 тысяч человек.

### График работ по строительству аэропорта

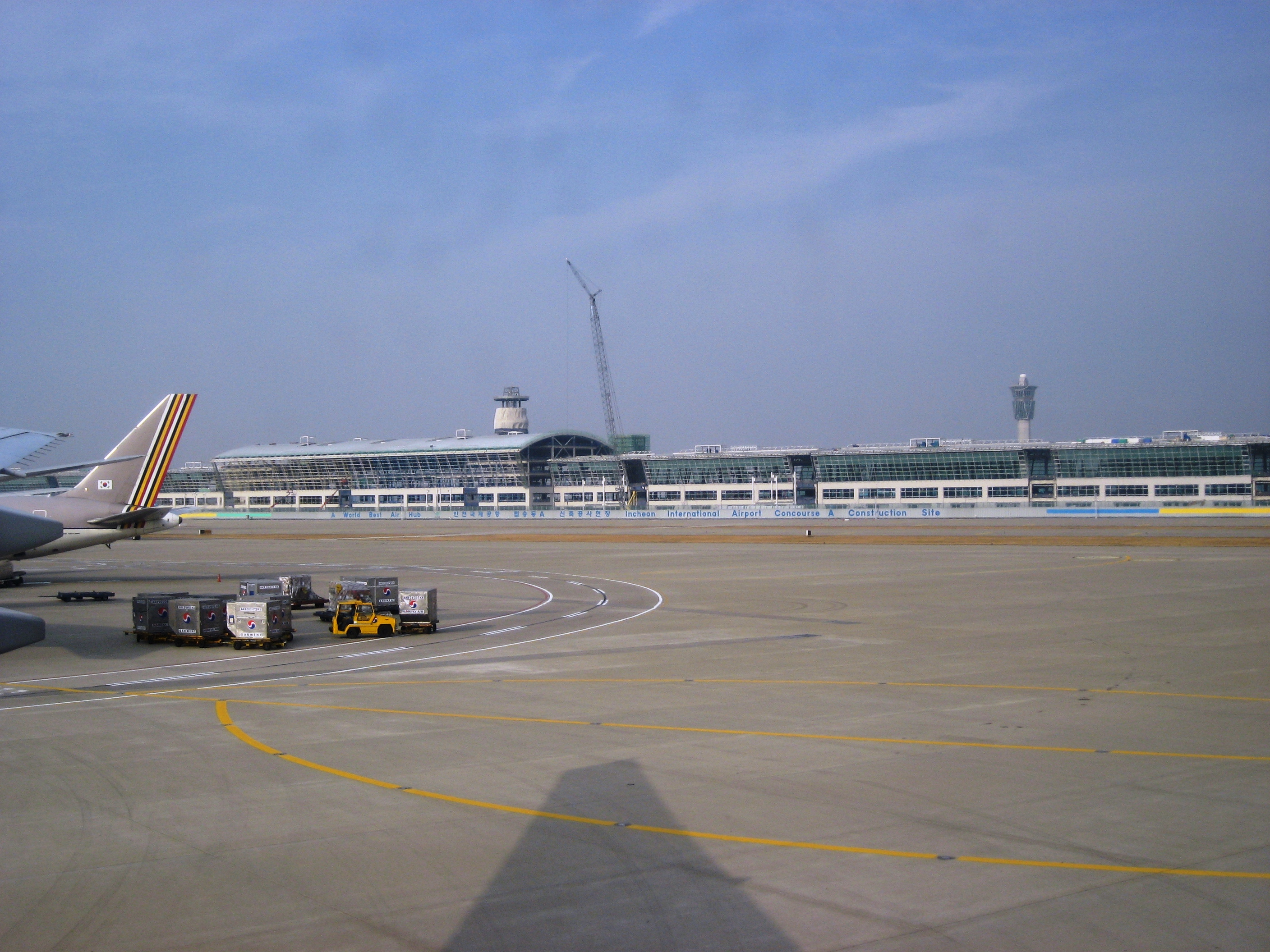
Строящийся комплекс нового крыла аэровокзала

- февраль 1992 года: утверждён генеральный план строительства аэропорта;
- ноябрь 1992 года: начало первого этапа строительства, подготовка территории для аэропорта;
- июль 1994 года: завершены северная и южная насыпи;
- март 1996 года: порт получил официальное название Международный аэропорт Инчхон;
- май 1996 года: начало строительства здания пассажирского терминала;
- декабрь 1996 года: начало строительства первой взлётно-посадочной полосы;
- 30 июня 2000 года: завершение основных компонентов инфраструктуры аэропорта;
- июль 2000 года: начало программы тестирования основных компонентов инфраструктуры;
- ноябрь 2000 года: объявлена дата открытия аэропорта;
- 29 марта 2001 года: официальное открытие Международного аэропорта Инчхон;
- февраль 2002 года: начало второго этапа строительства;
- ноябрь 2002 года: введение в эксплуатацию новых самолётных стоянок (этап 2);
- октябрь 2003 года: начало строительства нового грузового терминала (этап 2);
- ноябрь 2003 года: начало строительства автоматической системы передвижения пассажиров внутри аэровокзала (этап 2);
- декабрь 2003 года: начало строительства третьей взлётно-посадочной полосы (этап 2);
- июнь 2004 года: начало строительства пассажирского конкорса (этап 2);
- апрель 2005 года: сдача в эксплуатацию здания пассажирского конкорса (этап 2);
- март 2007 года: открытие железнодорожной ветки с привокзальной площади;
- июнь 2008 года: официальное завершение второго этапа строительства аэропорта.

## Этапы строительства

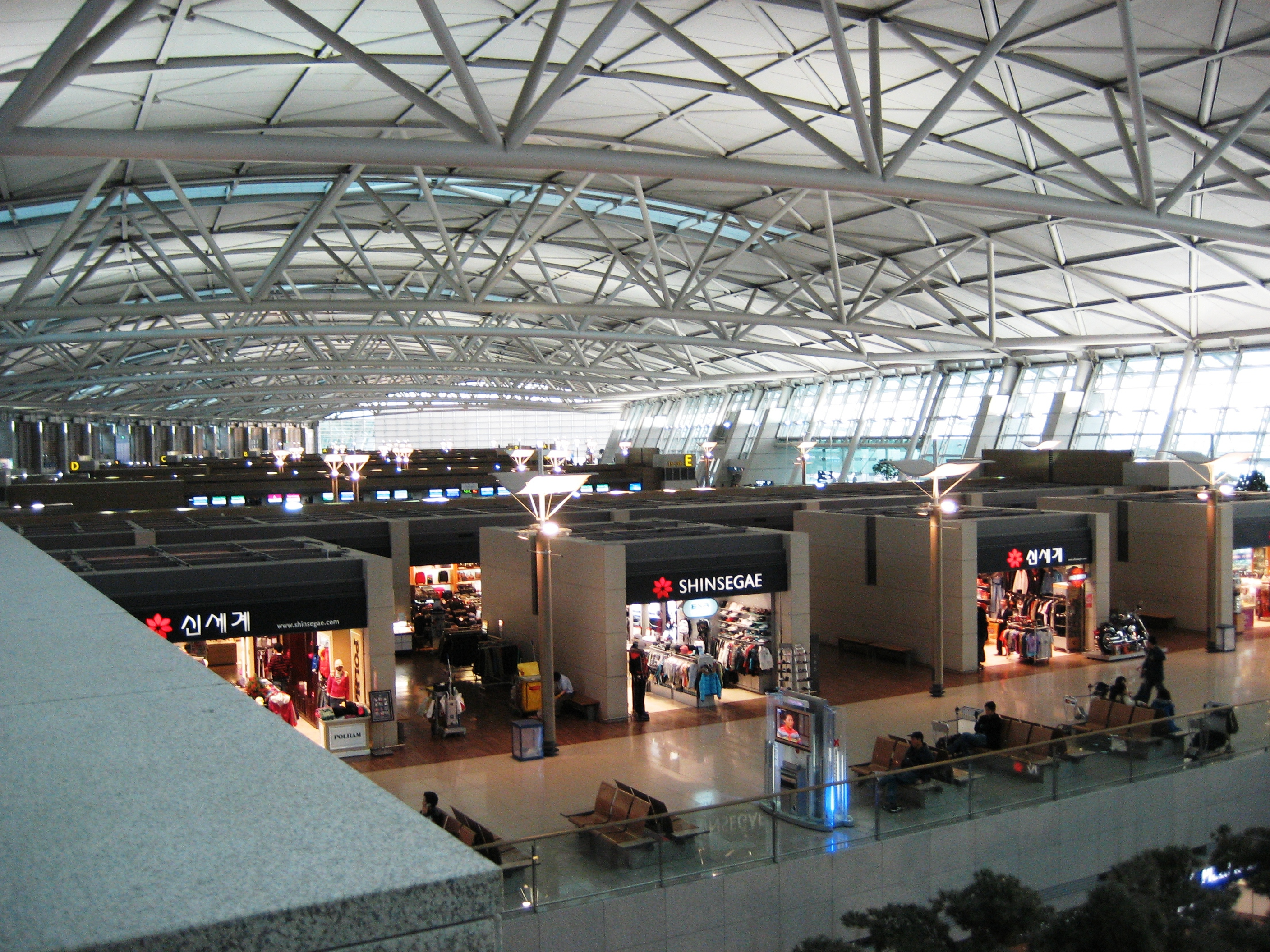
Зал прибытия аэропорта

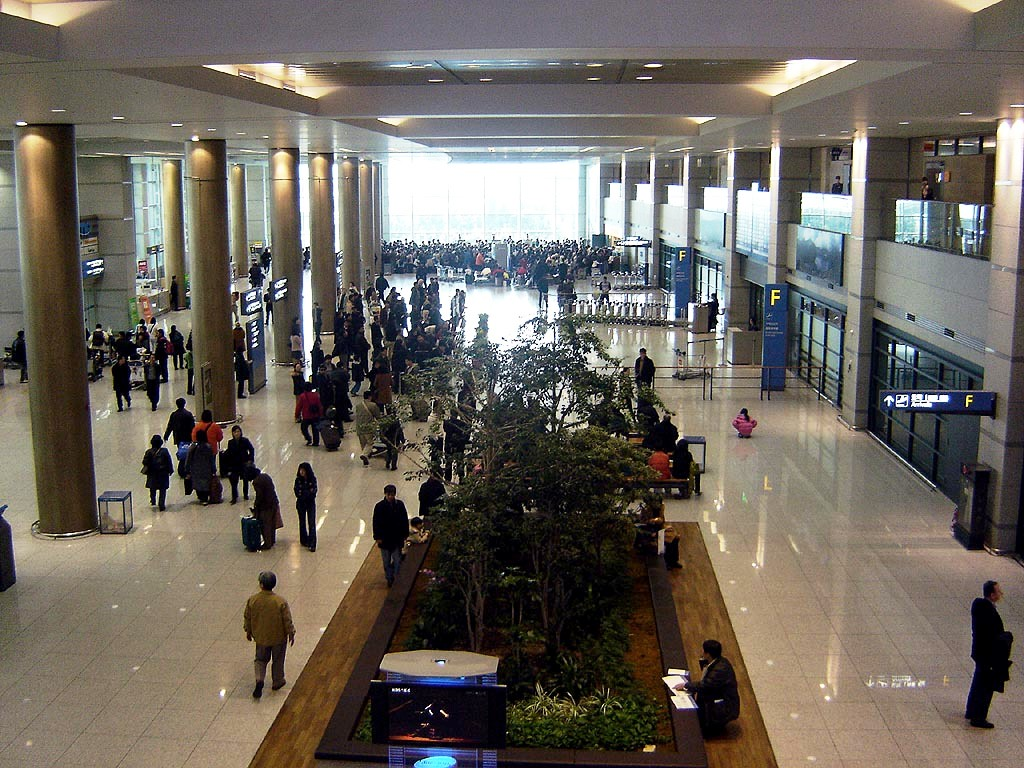
Зал прибытия аэропорта

Первоначальный план строительства Международного аэропорта Инчхон состоял из трёх главных этапов, однако в связи с резким увеличением объёмов пассажирских и грузовых авиаперевозок, был добавлен четвёртый этап, включающий в себя существенное расширение операционных мощностей аэропорта.

### Этап 1
Первый этап генерального плана заключался в подготовке территории аэропорта, строительстве зданий главного пассажирского терминала и нескольких грузовых терминалов. Общая пропускная способность аэропорта составила 30 миллионов человек и 1,7 миллионов метрических тонн грузов ежегодно. Площадь здания пассажирского терминала составила 496 000 квадратных метров, введены в эксплуатацию две параллельные взлётно-посадочные полосы, контрольная диспетчерская вышка, административные здания, транспортный центр (архитектурный проект выполнила британская фирма «Терри Фаррелл и партнёры»), комплексный оперативный центр, три здания грузовых терминалов, международный бизнес-центр и офисное здание руководства.

### Этап 2

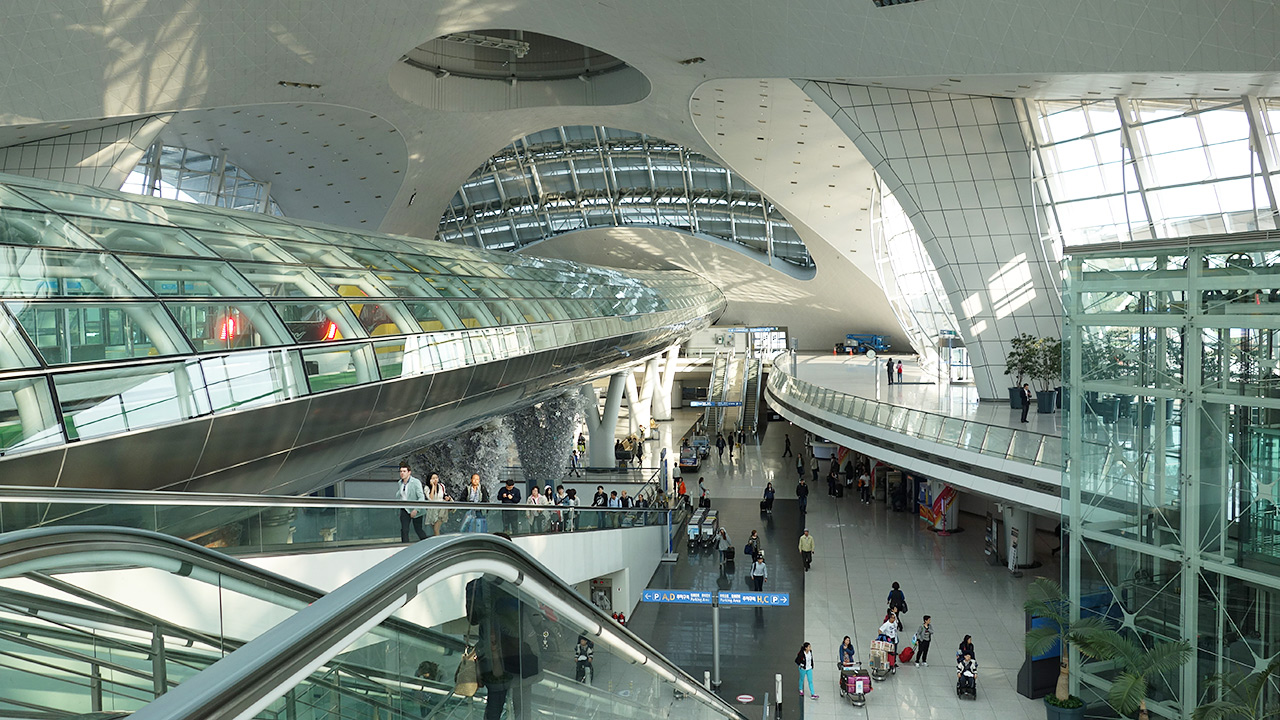
Железнодорожный терминал для пересадки на поезд

Работы по реализации второго этапа генерального плана начались в 2002 году и должны были завершиться в декабре 2008 года, однако в связи с проведением в Пекине Летних Олимпийских игр 2008 года сроки были пересмотрены и второй этап был завершён почти на полгода раньше — 20 июня 2008 года. В результате реализации второго этапа генерального плана была построена третья параллельная взлётно-посадочная полоса длиной 4000 метров, сданы 13 гектар площади грузового терминала и введены в действие две автоматические системы перевозки пассажиров Mitsubishi Crystal Mover, соединив двумя ветками по 870 метров каждая пассажирский конкорс со зданием главного пассажирского терминала аэропорта.
С завершением работ по реализации второго этапа генплана операционные мощности аэропорта выросли до 410 000 ежегодно обслуживаемых рейсов, 44 млн пассажиров и 4,5 млн метрических тонн грузов. Обслуживание рейсов всех иностранных авиакомпаний было переведено в новый и менее удобный пассажирский коркорс, в то время, как главное здание терминала осталось в ведении флагманских авиаперевозчиков Asiana Airlines и Korean Air. Кроме того, в аэропорту были введены в эксплуатацию система определения и предупреждения о несанкционированном выезде на ВПП (ASDE-X) с многоканальным радаром слежения (MRI, Multi Radar Tracking), система автоматического зависимого наблюдения в режиме радиовещания (ADS-B) вкупе с системой RIMCAS (функции мониторинга взлётно-посадочных полос и оповещения об аварийных ситуациях). Установка четырёх дополнительных антенн системы ASDE-X позволила сократить слепую зону, возникающую в условиях сильных дождей, а также сделала необходимый задел для строительства третьей взлётно-посадочной полосы.

### Этап 3

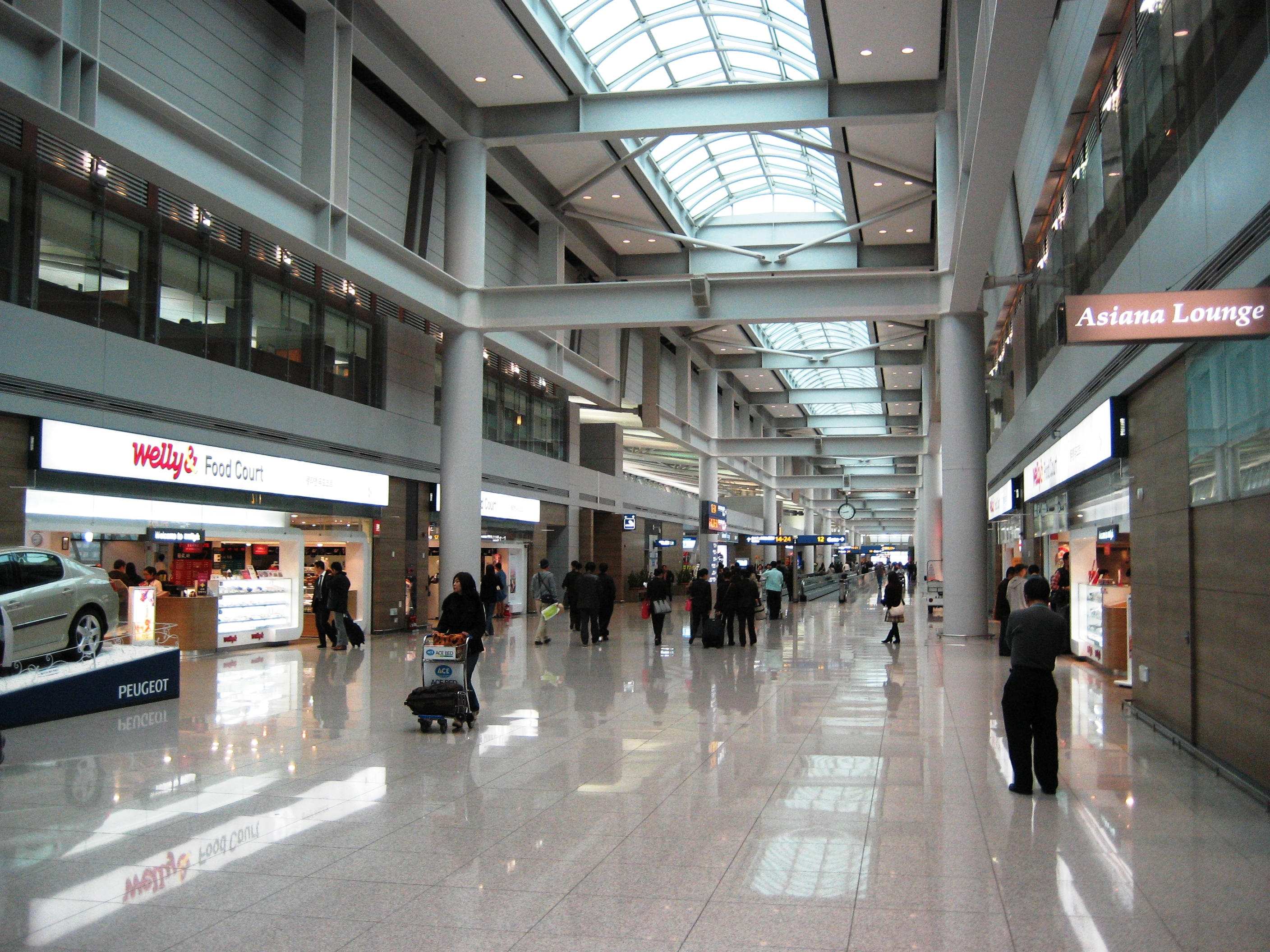
Крыло пассажирского терминала (эйрсайд)

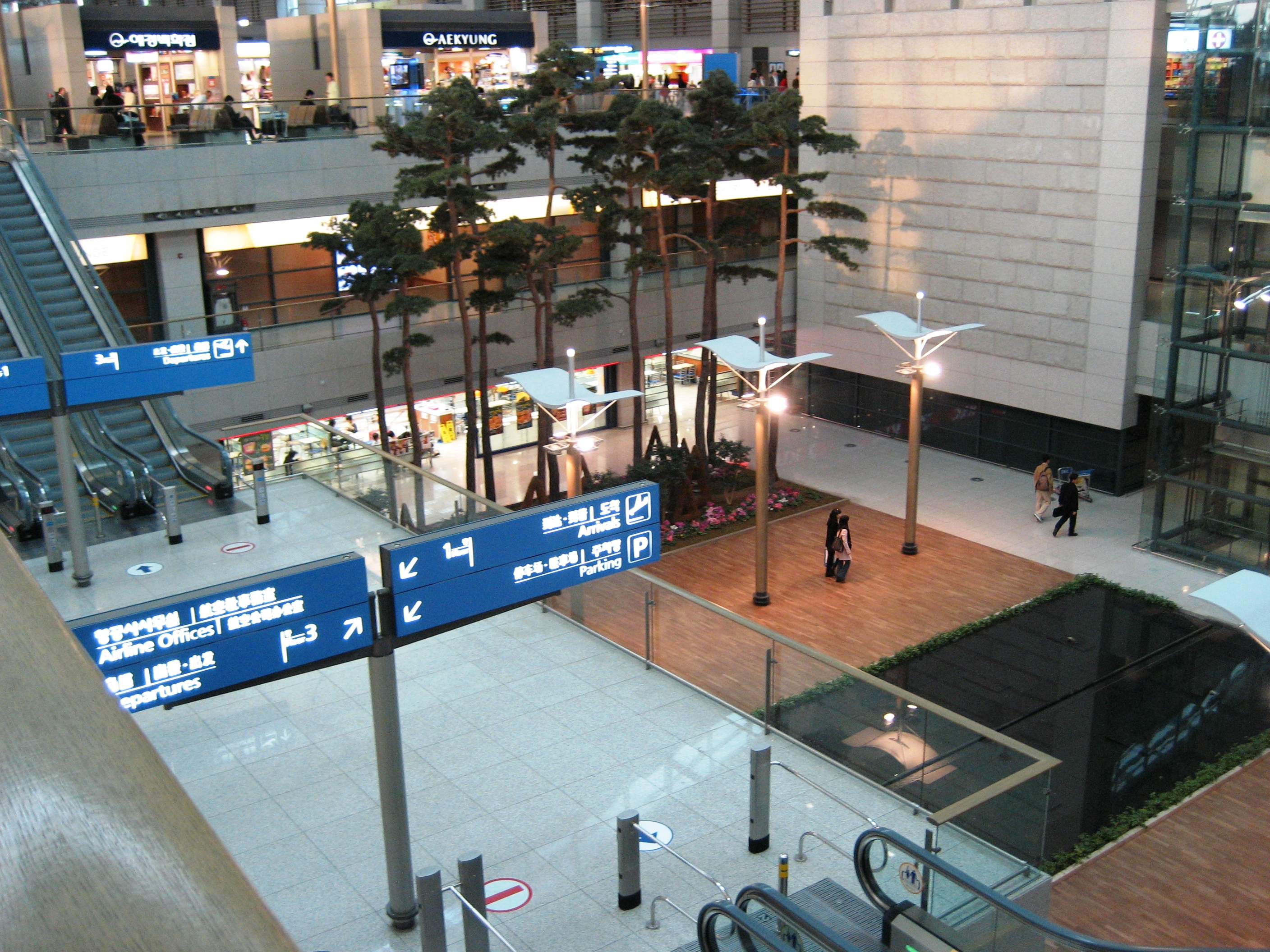
Зона отдыха в аэропорту

На реализацию третьего этапа генерального плана строительства аэропорта планируется инвестировать около 4 триллионов южнокорейских вон (примерно 3,5 млрд долларов США в ценах декабря 2009 года). Данные вложения правительство Южной Кореи планирует потратить на возведение здания второго пассажирского терминала в северной части аэропорта, на расширение действующего грузового терминала, а также на создание ряда других объектов инфраструктуры аэропортового комплекса. Все терминалы будут связаны между собой подземной железнодорожной системой «Starline», которая в настоящее время действует между главным терминалом и пассажирским конкорсом. По завершении комплекса работ третьего этапа Международный аэропорт Инчхон будет способен обслуживать до 62 миллионов пассажиров в год и около 5,8 млн метрических тонн грузов ежегодно. Реализация этапа начнётся в 2011 году с планируемым сроком окончания в середине 2015 года. Третий этап генерального плана включает в себя введение новых самолётных стоянок, телетрапов, а также запуск железнодорожной магистрали до столицы страны протяжённостью в 70 километров.

### Этап 4
Четвёртый и завершающий этап строительства Международного аэропорта Инчхон планируется закончить к 2024 году. По окончании работ четвёртого этапа аэропорт будет использовать два главных здания пассажирских терминалов, 4 пассажирских конкорсов, 128 выходов на посадку (гейтов) и 4 взлётно-посадочные полосы. Операционная мощность аэропорта будет доведена до 100 млн пассажиров и 7 млн метрических тонн грузов ежегодно с возможностью дополнительного увеличения данных показателей. К 2020 году Международный аэропорт Инчхон может войти в список десяти самых загруженных гражданских аэропортов мира.
Есть долгосрочные планы на пятую взлетно-посадочную полосу и третий терминал.

## Терминалы

### Главный терминал
Здание главного пассажирского терминала Международного аэропорта Инчхон занимает площадь в 496 тысяч квадратных метров, являясь крупнейшим терминалом среди аэропортов страны и занимая восьмое место среди всех аэропортов мире после Терминала 3 Международного аэропорта Дубай, Терминала 3 Международного аэропорта Пекин Столичный, Терминала 1 Международного аэропорта Гонконг, пассажирского терминала Международного аэропорта Суваннапум, Терминала 1 Международного аэропорта Мехико, Терминала 1 Международного аэропорта Барселоны и Терминала 1 Международного аэропорта Дубай. Здание главного терминала имеет 1060 метров в длину, 149 метров в ширину и 33 метра в высоту. Суммарная стоимость строительства терминала составила 1,3816 трлн южнокорейских вон.
Главный терминал содержит 44 выходов на посадку (все гейты могут обслуживать двухэтажный аэробус A380), 50 стоек индивидуальных проверок безопасности, две зоны биологического контроля и карантина, 6 стационарных и 14 мобильных карантинных счётчиков, 120 стоек паспортного контроля и 8 зон безопасности для проверки прибывающих пассажиров, 28 зон безопасности для проверки пассажиров перед отправлением, 252 стойки регистрации и 120 стоек паспортного контроля убывающих пассажиров. По завершении второго этапа генерального плана аэропорта главный терминал соединён с залом отправления пассажиров (конкорсом) посредством двух параллельных подземных переходов длиной 870 метров, которые оснащены системой автоматического транзита пассажиров.

### Конкорс
Пассажирский конкорс A был введён в эксплуатацию в мае 2008 года и предназначен для обслуживания рейсов всех зарубежных авиакомпаний (фактически — с 10 июня 2008 года).

### Терминал 2
18 января 2018 года состоялось открытие 2 терминала аэропорта Инчхон. Он обслуживает 4 авиакомпании из альянса SkyTeam: Korean Air, Delta Air Lines, KLM Royal Dutch Airlines, Air France. С 28 октября 2018 года, обслуживает 7 авиакомпании из альянса SkyTeam: Аэрофлот, Aeromexico, China Airlines, Garuda Indonesia, Xiamen Airlines

## Авиакомпании и направления

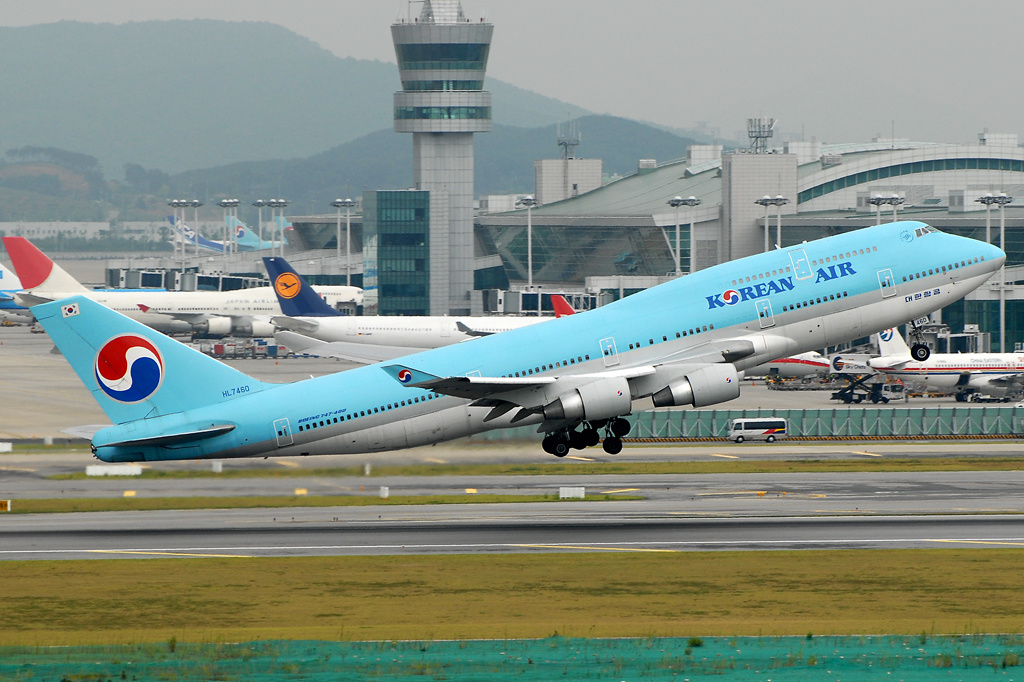
Boeing 747-400 Korean Air вылетает из Инчхона

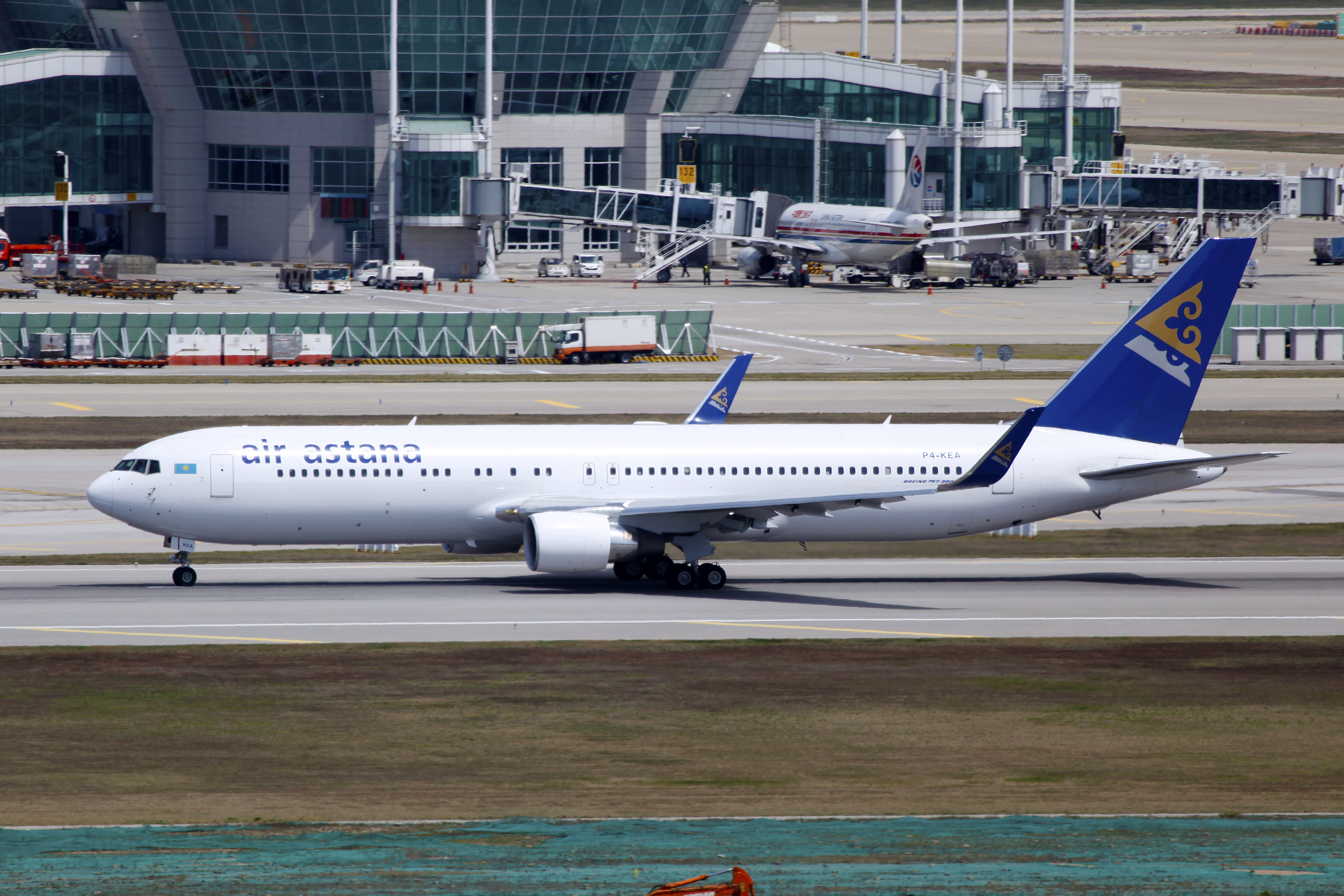
Boeing 767-300ER Air Astana в аэропорту Инчхон

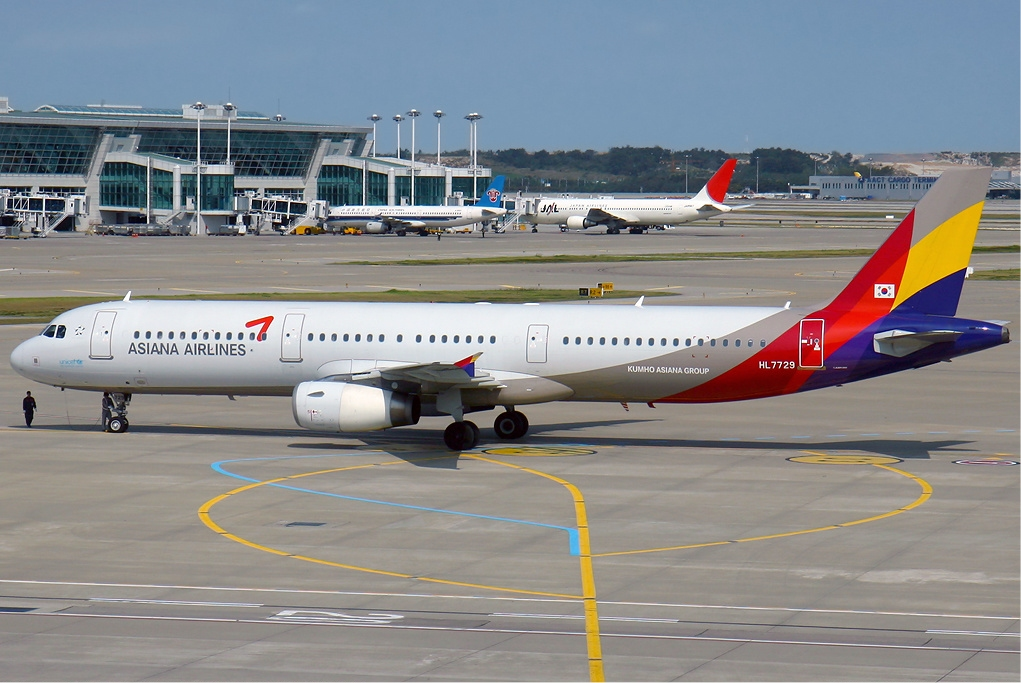
Airbus A321 Asiana Airlines в аэропорту Инчхон

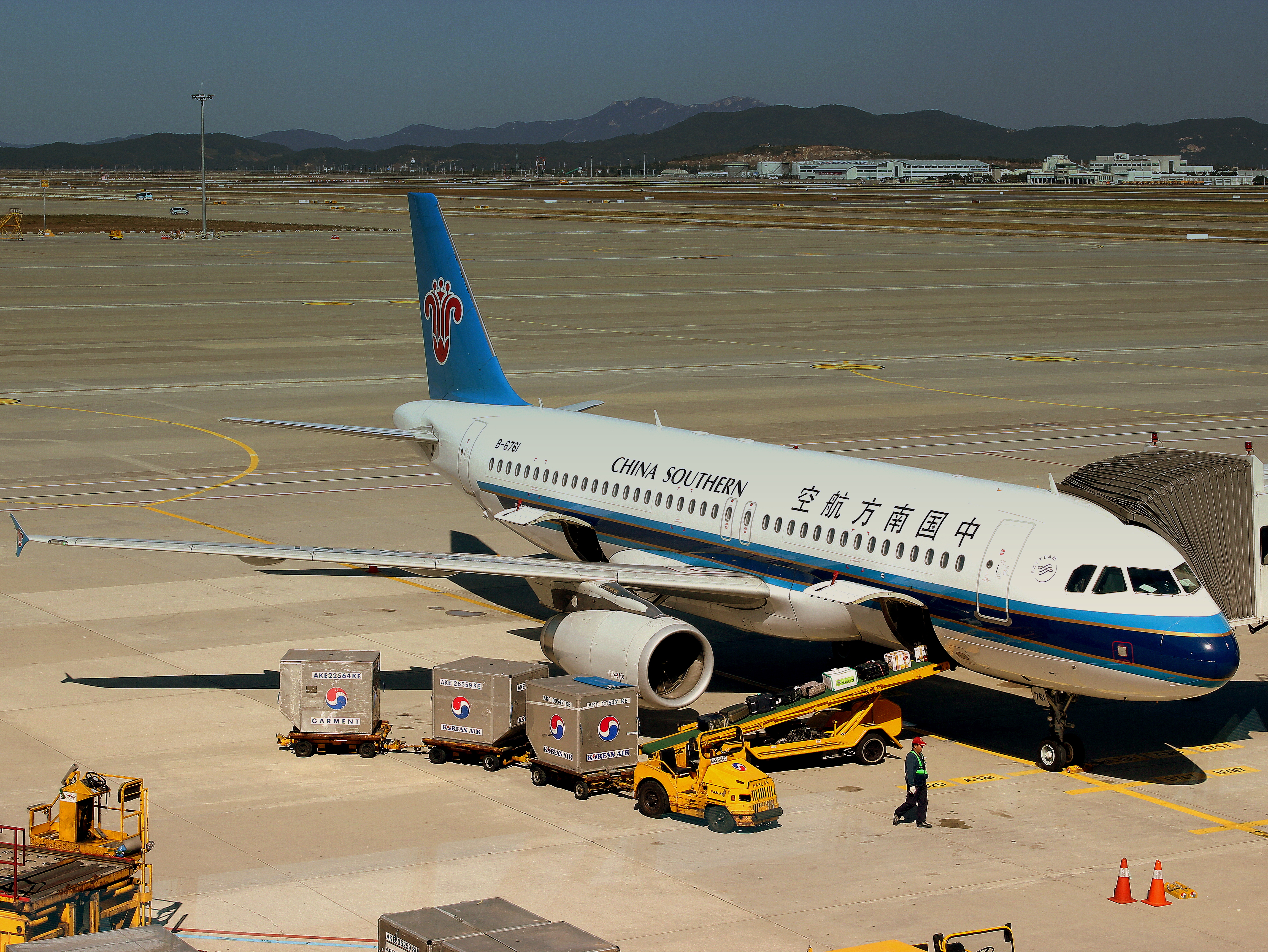
Airbus A320 China Southern Airlines у телетрапа

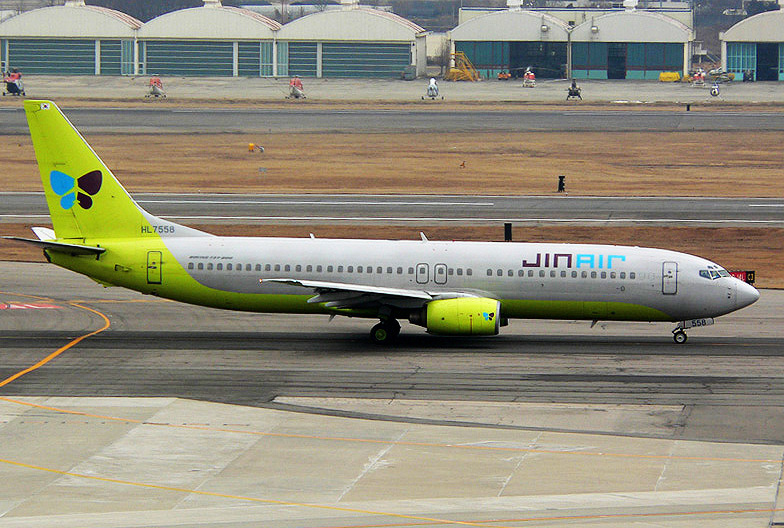
Boeing 737-800 Jin Air в аэропорту Инчхон

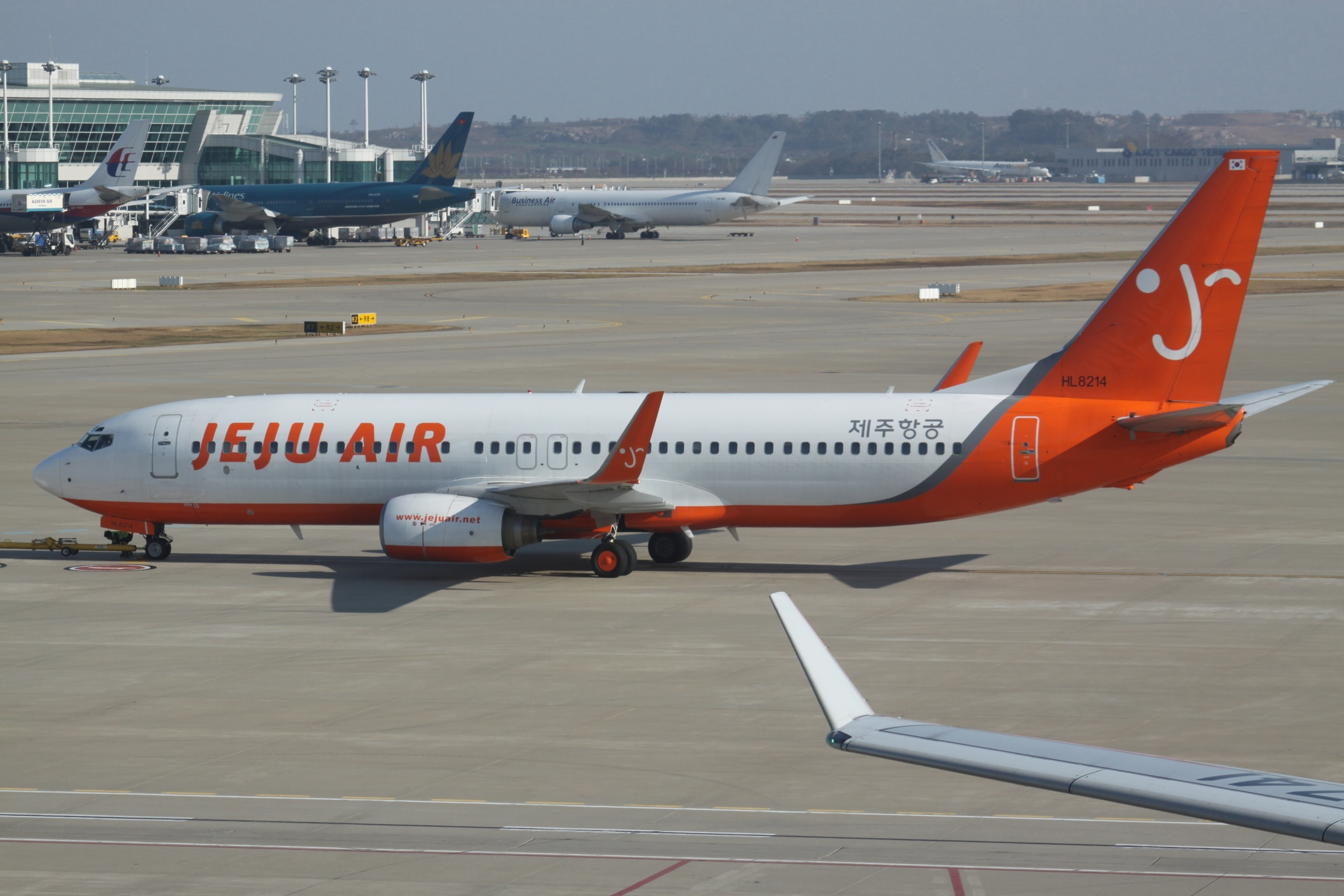
Boeing 737-800 Jeju Air в аэропорту Инчхон

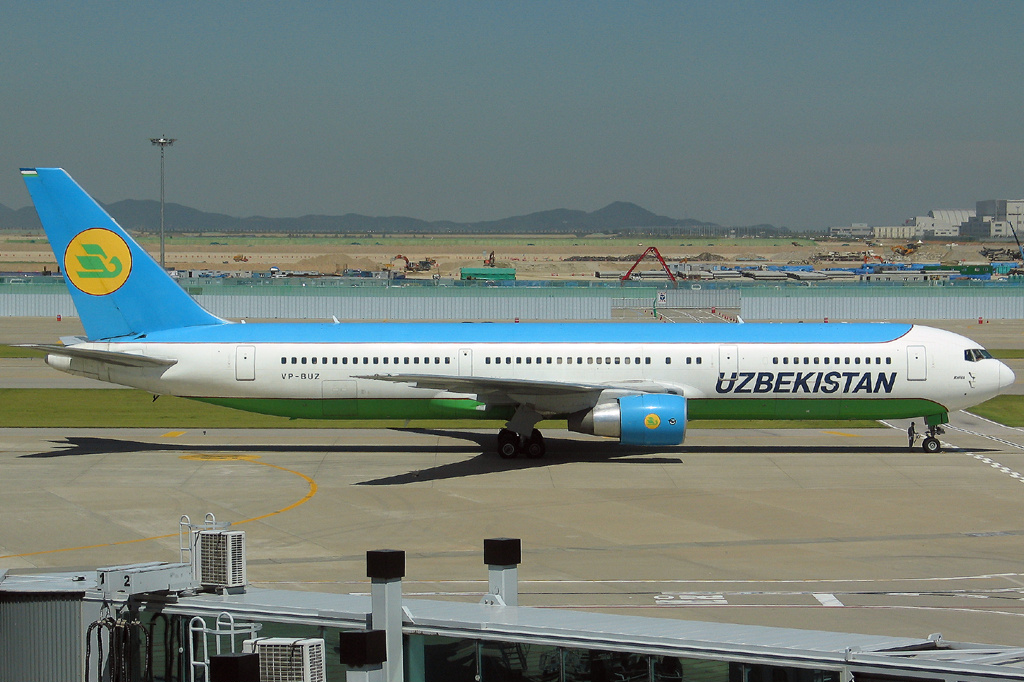
Boeing 767-300 Uzbekistan Airways в аэропорту Инчхон

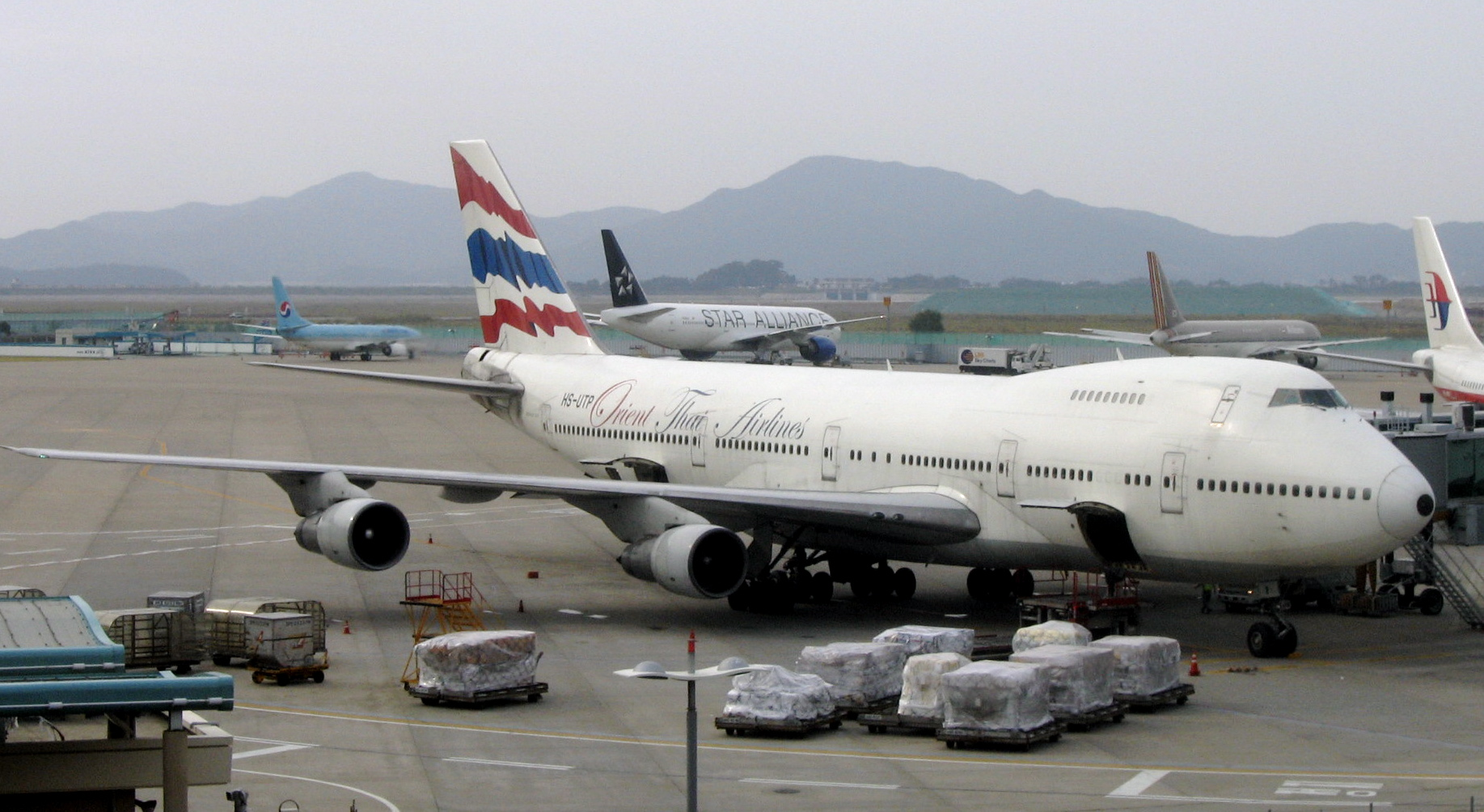
Boeing 747-400 Orient Thai Airlines в аэропорту Инчхон

В настоящее время в Международном аэропорту Инчхон работают более 70 авиакомпаний. Крупнейшим оператором аэропорта является национальный авиаперевозчик Korean Air, второе место по объёмам операций занимает флагманская авиакомпания Южной Кореи Asiana Airlines. Несмотря на то, что иностранные авиакомпании обслуживаются в отдельном конкорсе, пассажиры этих рейсов проходят регистрацию и иммиграционные процедуры в здании главного пассажирского терминала.

## Грузовой комплекс аэропорта

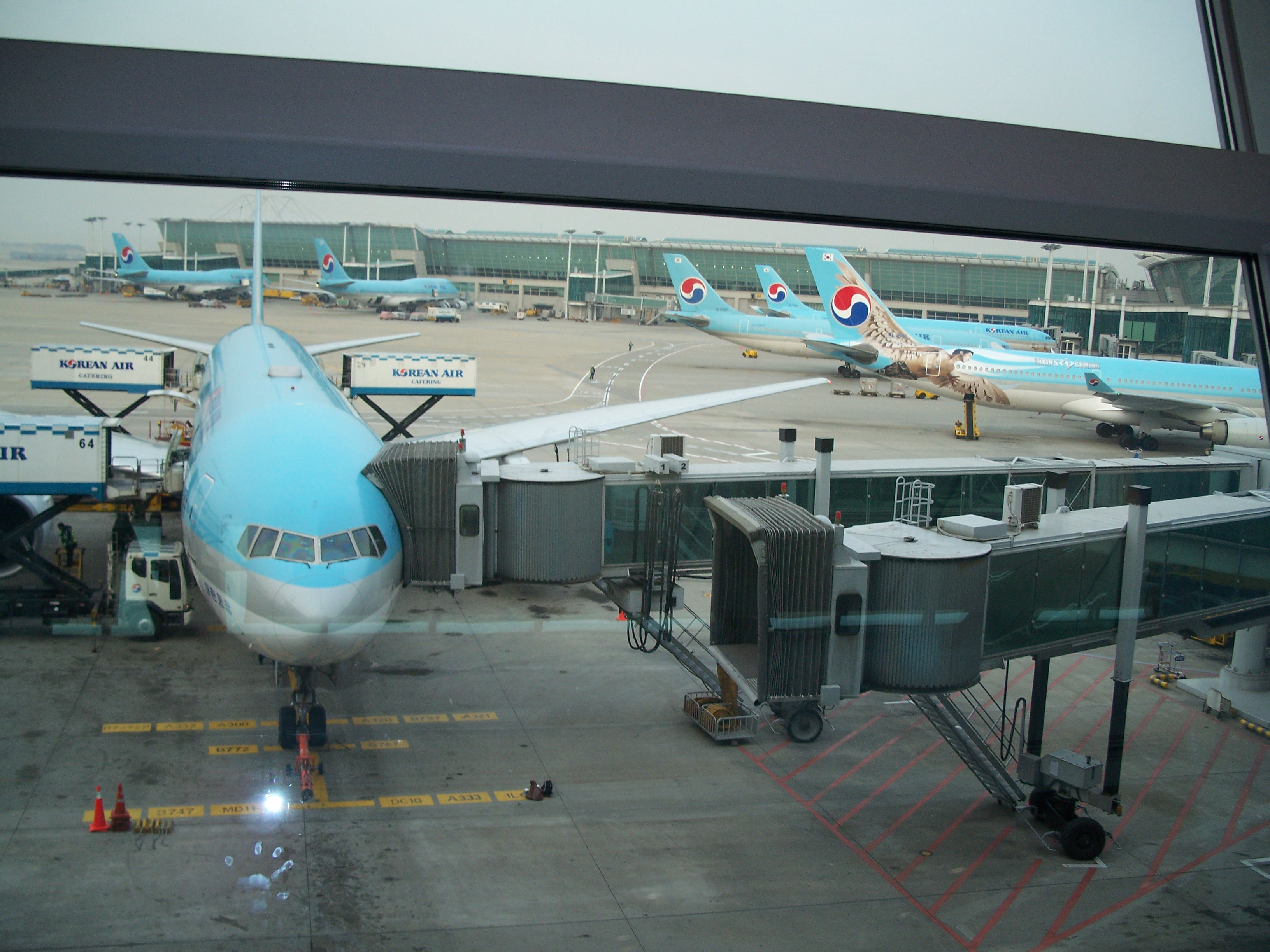
Самолёты Korean Air у гейтов аэропорта

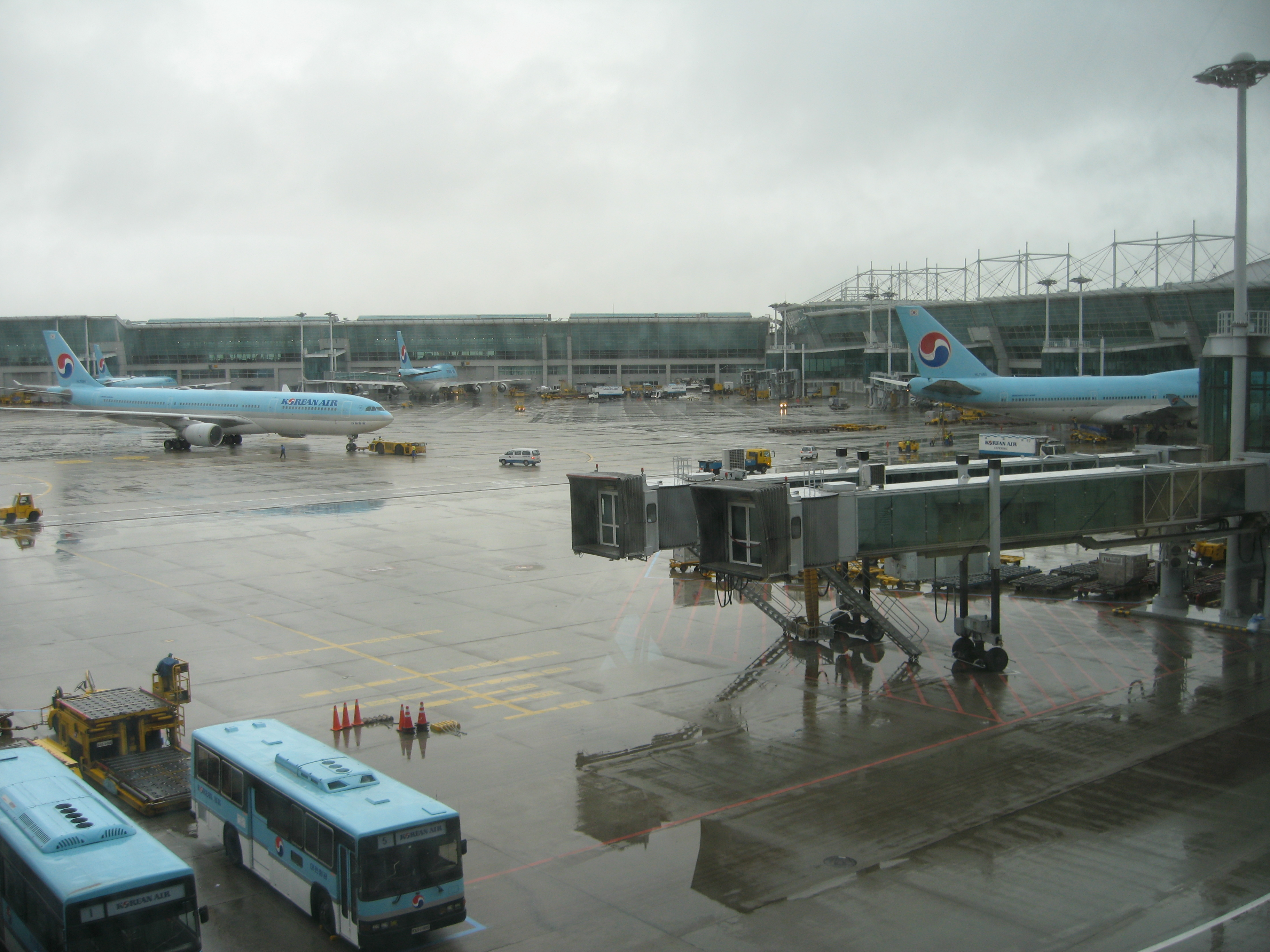
Буксировка лайнера Korean Air от здания терминала аэропорта

Грузовой комплекс Международного аэропорта Инчхон состоит из трёх грузовых терминалов, пяти отдельных складских территорий, 24 самолётных стоянок и офисного здания. Каждая грузовая авиакомпания, работающая в аэропорту, закреплена за конкретным грузовым терминалом, предоставляющим конкретному перевозчику определённый набор зачастую эксклюзивных услуг. Сами терминалы разделены на три зоны: зону импортных грузов, экспортных грузов и зону транзитных грузов. Разделение по перевозчикам и направлениям перемещения грузов позволяет добиться высокоэффективной работы всего грузового комплекса аэропорта. Терминалы оборудованы современной компьютерной системой, с помощью которой каждое грузоместо отслеживается в логистической цепочке в режиме реального времени.
Грузовой комплекс аэропорта первоначально был рассчитан на обработку 1,7 млн тонн грузов ежегодно. Однако, вследствие существенного увеличения объёмов транзитных грузов и числа авиакомпаний, работающих в аэропорту и использующих грузовые терминалы A и B, было принято решение о расширении площади данных терминалов, в результате чего операционная мощность аэропорта возросла до 2,7 млн тонн грузов в год. Территория Терминала C не была включена в строительные работы по увеличению операционных площадей из-за отсутствия прямого доступа к контролируемой зоне. После завершения второго этапа генерального плана строительства порта Международный аэропорт Инчхон стал способен обрабатывать до 4,9 млн тонн грузов ежегодно. Такое существенное увеличение пропускной способности стало возможным, главным образом, как результат строительства отдельных грузовых зон корейских авиакомпаний Korean Air Cargo и Asiana Cargo, непосредственно примыкающих к зданиям главных грузовых терминалов аэропорта.
Грузовой комплекс Международного аэропорта Инчхон функционирует 24 часа в сутки, семь дней в неделю, то есть, непрерывно.

### Терминал A
Терминал A обслуживает дочернее подразделение Korean Air Cargo национального авиаперевозчика страны Korean Air и является крупнейшим грузовым терминалом Международного аэропорта Инчхон по размеру и пропускной способности. Терминал имеет всю необходимую инфраструктуру для обслуживания и сопровождения неформатных и нестандартных грузов, требующих выдерживания специального температурного режима или, например, для обеспечения транспортировки животных. Здание терминала было существенно расширено в начале 2005 года и в настоящее время, размещаясь на территории в 60 тысяч квадратных метров, позволяет обрабатывать до 1,35 млн тонн различных грузов в год.

### Терминал B
Терминал B обслуживает грузовое подразделение Asiana Cargo национального авиаперевозчика Южной Кореи Asiana Airlines. Инфраструктура Терминала размещается на территории площадью 40 тысяч квадратных метров и предназначена для обработки около 750 тысяч тонн различных грузов ежегодно. Мощности грузового Терминала B планировалось довести до 800 тысяч тонн в год, однако вследствие прошедшей в 2005 году забастовки пилотов авиакомпании спрос на грузовые перевозки данной компанией существенно снизился и в настоящее время планы по расширению грузового терминала заморожены.

### Терминал C
Терминал C предназначен для обслуживания иностранных авиаперевозчиков, работающих в Международном аэропорту Инчхон, его крупнейшими операторами являются авиакомпании FedEx, UPS и DHL. В силу своего месторасположения Терминал C не может быть расширен территориально, в противном случае возникнет задача реорганизации работ по генеральному плану строительства аэропорта. Для решения данной коллизии управляющая компания «Международная корпорация аэропорта Инчхон» (IIAC) ведёт работы по возведению отдельного грузового терминала, в который должны будут перенести обслуживание перевозчиков FedEx и UPS, в то время, как остальные авиакомпании планируется оставить в грузовом Терминале C.
Терминал C имеет следующие размеры: 420 метров в длину, 120 метров в ширину и 19,65 метров в высоту. Первый этаж (главный склад) Терминала занимает площадь в 54 203,32 квадратных метров, остальные этажи — по 12 708,88 метров. В настоящее время общая пропускная способность Терминала C составляет около 600 тысяч метрических тонн в год, число иностранных операторов Терминала составляет 51 авиакомпанию на декабрь 2009 года.

## Диспетчерский пункт и взлётно-посадочные полосы

### Командно-диспетчерский пункт
Расположенная в центре территории аэропорта контрольная диспетчерская вышка имеет 100,4 метров в высоту и освещается 24 часа в сутки. На верхнем этаже вышки находится параболическая антенна, которая используется в работе системы определения и предупреждения о несанкционированном выезде на ВПП (ASDE-X), контролируя зону радиусом в пять километров от диспетчерского пункта. Верхние этажи вышки заняты специалистами, обеспечивающими работу диспетчеров движения и наземных служб, нижние — остальными диспетческими подразделениями и службами обеспечения.
Контрольная диспетчерская вышка Международного аэропорта Инчхон занимает территорию в 179 квадратных метров и по состоянию на 2001 год была третьей крупнейшей диспетчерской башней в мире.

### Взлётно-посадочные полосы
В Международном аэропорту Инчхон функционируют три параллельные друг другу взлётно-посадочные полосы с асфальтовым покрытием: 15R/33L, 15L/33R и 16/34.
Полосы 15R/33L и 15L/33R имеют 3750 метров в длину, 60 метров в ширину, толщина покрытия обеих полос составляет 1,05 метров, длина третьей полосы 16/34 равна 4000 метров. Взлётно-посадочная полоса 15R/33L в основном используется для взлетающих самолётов в то время, как 15L/33R — для прибывающих лайнеров. Подобное распределение функциональности хорошо видно визуальным образом: на полосе 15L/33R значительно больше следов от шасси самолётов, поскольку на данную взлётно-посадочную полосу производится подавляющее число посадок воздушных судов. Третья полоса 16L/34R длиной 4000 метров была введена в эксплуатацию в июне 2008 года. Практически все пассажирские рейсы обслуживаются на новой полосе 16L/34R и на 15R/33L, в то время как 15L/33R по большей части предназначается для грузовых рейсов в связи с её близостью к территории грузового терминального комплекса аэропорта. Несмотря на то, что ВПП имеют обозначения 33 и 34, маркировка у этих взлётно-посадочных полос одна и та же.
После завершения работ четвёртного этапа реализации генерального плана строительства Международный аэропорт Инчхон будет эксплуатировать 4 параллельные взлётно-посадочные полосы, одна пара из которых будет иметь 3750 метров в длину, другие две полосы — по 4000 метров. Все взлётно-посадочные полосы с двух сторон оборудованы радионавигационной системой захода на посадку по приборам категории IIIb (ILS CAT IIIb), позволяющей посадку самолётов в условиях видимости 50 метров.
Управление системой освещения взлётно-посадочных полос аэропорта сведено в компьютерную систему контрольно-диспетчерского пункта. Диспетчер руления имеет возможность манипулировать огнями освещения полос с целью направления самолёта к назначенной ему стояночной зоне или к конкретному телетрапу аэропорта.

## Сертификаты и награды аэропорта
С момента официального открытия Международный аэропорт Инчхон завоевал множество международных наград, важнейшие из которых перечислены ниже.
- 1998 год — аэропорт получил сертификацию ISO в части построенной инфраструктуры аэропорта;
- 2002 год — второе место в рейтинге «Лучший аэропорт мира» от Международного совета аэропортов (ACI) и Международной ассоциации воздушного транспорта (IATA);
- 2002 год — управляющая компания аэропорта первой в мире получила полную сертификацию Международной организации по стандартизации (ISO);
- 2005 год — первое место в рейтинге «Лучший аэропорт мира» от международных организаций IATA и ACI;
- 2006 год — первая премия в рейтинге эффективности аэропортов азиатско-тихоокеанского региона. Международный аэропорт Инчхон достиг показателя эффективности, который оказался на 57 % выше среднего уровня по всему региону;
- 2006 год — первое место в рейтинге IATA «Лучший аэропорт мира по оценке пассажиров»;
- 2006 год — «Лучший аэропорт мира по уровню сервиса»[13];
- полная сертификация Международной организации по стандартизации в части экологической безопасности;
- «Лучший сервис аэропорта в своём классе» — награда Первой международной конференции по уровню сервиса и обслуживания, проведённой совместно организациями IATA и ACI;
- второе место в рейтинге «Лучший аэропорт мира» (после Международного аэропорта Гонконг и перед Международным аэропортом Сингапура Чанги);
- январь 2007 года — первая премия «Лучший аэропорт мира» от американского туристического журнала «Global Traveler»[14];
- январь 2008 года — первая премия «Лучший аэропорт мира» от американского туристического журнала «Global Traveler»[8];
- 2009 год — первое место рейтинга британской исследовательской компании Skytrax в номинации «Лучший аэропорт мира»;
- декабрь 2009 года — первое место в рейтинге журнала «Global Traveler» в номинации «Лучший аэропорт мира»[15].

## Авиапроисшествия и несчастные случаи
На сегодняшний день в Международном аэропорту Инчхон не было зарегистрировано никаких серьёзных инцидентов и аварий с человеческими жертвами.

### Инциденты, связанные с аэропортом
- 11 сентября 2001 года рейс 85 авиакомпании Korean Air, следующий в Международный аэропорт имени Джона Кеннеди, по техническим причинам перестал отвечать на запросы наземных диспетчерских служб, что дало повод предполагать высокую вероятность захвата самолёта террористами.
- 17 декабря 2005 года самолёт Boeing 777 авиакомпании Air France, следовавший из Международного аэропорта Инчхон в Международный аэропорт имени Шарля де Голля (Париж), вследствие остановки одного из двигателей совершил аварийную посадку в Международном аэропорту «Иркутск»